# Undead Labs
Undead Labs LLC est un développeur de jeux vidéo américain basé à Seattle, Washington. L'entreprise a été fondée en novembre 2009 par Jeff Strain et a développé la série State of Decay. En 2018, Undead Labs est intégré aux Microsoft Studios (maintenant connu sous le nom de Xbox Game Studios).

## Histoire
Undead Labs a été fondé le 23 novembre 2009 par Jeff Strain, avec pour seul objectif les jeux basés sur les zombies. Le 3 février 2011, Undead Labs a annoncé son partenariat avec Microsoft Game Studios pour publier ses jeux sur la Xbox 360 et également sur la Xbox One  par la suite. Cette décision a été prise après que la plupart des autres éditeurs ayant montré de l'intérêt pour leurs jeux l'ont décrit comme des "clones de World of Warcraft ". Le premier jeu State of Decay est sorti sur Xbox 360 le 5 juin 2013 et sur Microsoft Windows le 5 novembre 2013,,.
Le 11 janvier 2014, il a été annoncé qu'Undead Labs avait signé un accord pluriannuel et multi-titres avec Microsoft Studios. Jeff Strain a déclaré que le premier State of Decay n'était "que le début des ambitions à long terme (d'Undead Labs)", et a parlé de nombreux futurs titres susceptibles d'entrer dans la franchise.
À l'E3 2018, Microsoft a annoncé avoir conclu un accord pour acquérir Undead Labs dans les Microsoft Studios .

## Jeux
State of Decay (anciennement Class3 ) est un survival horror de zombies en monde ouvert, mais contrairement à des jeux tels que Left 4 Dead et Dead Island, State of Decay se concentre davantage sur la survie, la furtivité, l'évasion, la distraction, la sécurisation des ressources et le déplacement dans le monde, plutôt que de véritables combats de zombies. Le 12 avril 2013, le jeu a été officiellement annoncé pour une sortie en juin 2013 sur le Xbox Live Arcade et le Microsoft Windows. State of Decay est sorti sur le Xbox Live Marketplace le 5 juin 2013.
Le 5 août 2014, Undead Labs a annoncé un free-to-play rôle-playing pour iOS et Android appelé Moonrise. Après des versions limitées d'iOS au Canada  Danemark et en Suède  le 3 décembre, une version bêta a été lancée sur Steam début mars  puis en Early Access le 27 mai . Il a été annulé avant sa sortie. Android et iOS étaient les plates-formes initialement prévues pour la sortie mondiale, mais la version Android n'a jamais été publiée étant donné que le jeu était encore en version "bêta" à sa fermeture.
Au cours de la PAX Prime 2014, Undead Labs et Microsoft ont annoncé une version next-gen de State of Decay, intitulée State of Decay: Year-One Survival Edition .
Pendant l'E3 2016, Undead Labs et Microsoft ont annoncé State of Decay 2 qui a été publié le 22 mai 2018. Il s'agit d'un titre Xbox Play Anywhere; un achat vous donnera accès à la version Windows 10 et Xbox One du jeu.
Pendant, le Xbox Game Showcase du 23 juillet 2020, State of Decay 3 est annoncé pour Windows 10 et la Xbox Series X (disponible sur le Xbox Game Pass au lancement) 

## Jeux développés
| Titres           | Date de Sortie | Plates-formes                         |
| ---------------- | -------------- | ------------------------------------- |
| State of Decay   | 2013           | Microsoft Windows, Xbox 360, Xbox One |
| State of Decay 2 | 2018           | Microsoft Windows, Xbox One           |
| State of Decay 3 |                | Microsoft Windows, Xbox Series        |